# Manihot marajoara
Manihot marajoara là một loài thực vật có hoa trong họ Đại kích. Loài này được Huber mô tả khoa học đầu tiên năm 1908.